# Gare de Lurbe-Saint-Christau
La gare de Lurbe-Saint-Christau est une gare située sur le territoire de la commune de Lurbe-Saint-Christau, dans le département des Pyrénées-Atlantiques. Elle suit la gare de Bidos, et sera suivie de la gare de Sarrance, sur la ligne de Pau à Canfranc (frontière), dont la section entre Oloron et Bedous est rouverte le 26 juin 2016. Elle était dénommée auparavant comme gare de Saint-Christau-Lurbe.

## Caractéristiques
L'actuelle halte est située au sud du bâtiment voyageurs de l’ancienne gare. Techniquement, elle est définie comme un Point d’Arrêt Non Géré (PANG). Le quai a une longueur utile totale de 60 mètres et une largeur de 2,50 mètres, avec une zone ponctuellement plus large afin d’accueillir du mobilier de longueur supérieure à 1 mètre (ce qui correspond dans le projet à la zone d’implantation d’un abri-voyageurs).

## Desserte

### Desserte
La gare est desservie par :
- La ligne TER 55 des trains TER Nouvelle-Aquitaine qui effectuent des missions entre les gares de Pau et Bedous.  En 2024, la halte a généré 2344 Voyageurs soit une augmentation de 28% par rapport à 2023 (1828 voyageurs)[2]

### Intermodalité
La gare de Lurbe-Saint-Christau permet de faciliter l'intermodalité en réunissant différents modes de transports sur un même lieu.
- Parking gratuit
- Parking à vélo (non sécurisé)